# سونالی کولکارنی
سونالی کولکارنی (انگلیسی: Sonali Kulkarni؛ (زاده ۳ نوامبر ۱۹۷۴) یک هنرپیشه اهل هند است. از فیلم‌ها یا برنامه‌های تلویزیونی که وی در آن نقش داشته‌است می‌توان به عروس و تعصب اشاره کرد.

## فیلم‌شناسی
فهرست برخی از فیلم‌هایی که سونالی کولکارنی در آنها به ایفای نقش پرداخته‌است:
- بهارات (فیلم) (۲۰۱۹)
- پسران پوستر (۲۰۱۷)
- جاده خوب (۲۰۱۳)
- معبد (فیلم ۲۰۱۱) (۲۰۱۱)
- سینگهام (۲۰۱۱)
- آفرین پدر (۲۰۱۰)
- گل‌مور (۲۰۰۹)
- سایه (۲۰۰۹)
- فقط (۲۰۰۸)
- می‌بینمت (۲۰۰۶)
- ترسیدن ضروری است (۲۰۰۶)
- تاکسی شماره ۹۲۱۱ (۲۰۰۶)
- قلب و عاشقانه (۲۰۰۲)
- آتش و باران (۲۰۰۲)
- خواسته دل (۲۰۰۱)
- عشق، چه کرده‌ای؟ (۲۰۰۱)
- دکتر باباصاحب آمبدکار (۲۰۰۰)
- عملیات کشمیر (۲۰۰۰)
- عروس و تعصب (۲۰۰۴)